# Thomas Cup 2008/Qualifikation Ozeanien
Die ozeanische Qualifikation zum Thomas Cup 2008, die Weltmeisterschaft für Herrenmannschaften im Badminton, fand am 8. Februar 2008 in Nouméa in Neukaledonien statt. Nur Neuseeland und Australien nahmen teil. Neuseeland qualifizierte sich als Sieger für die Endrunde des Cups.